# Belsdorf (Wefensleben)

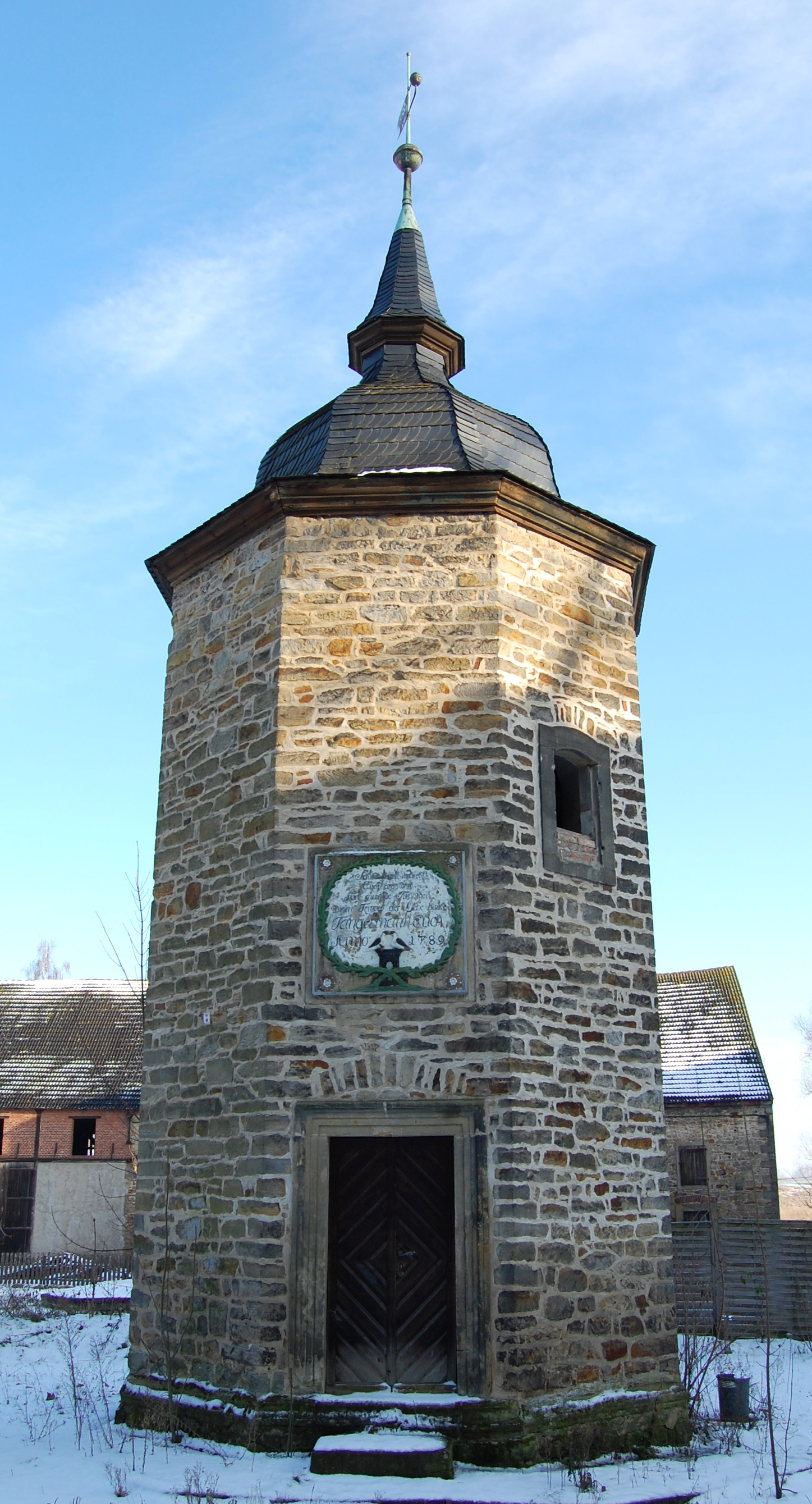
Taubenturm im Hof Tangermann

Belsdorf ist ein zur Gemeinde Wefensleben gehörender Ortsteil in Sachsen-Anhalt.

## Geographie
Der Ortsteil liegt etwa einen Kilometer nördlich von Wefensleben im Tal zwischen dem westlich gelegenen Höhenzug Lappwald und dem nördlich befindlichen Steinberg. Östlich des Dorfes fließt die Aller entlang.

## Geschichte
Eine erste urkundliche Erwähnung erfolgte am 5. Februar 1274. Hildebrand von Bartensleben schenkte in der Urkunde eine Wiese bei Beelistorp dem Kloster Marienborn. 1327 entstand der heutige Hof Tangermann. Im Jahr 1916 wurde in Belsdorf ein Salzschacht in Betrieb genommen. Das geförderte Salz wurde per Seilbahn nach Wefensleben zur Weiterverarbeitung transportiert. 1930 erfolgte im Zuge der Weltwirtschaftskrise die Stilllegung der Anlagen, von denen noch einige Gebäude und Abraumhalden erhalten sind. Am 1. Juli 1950 wurde Belsdorf in das benachbarte Wefensleben eingemeindet.

## Religion
Die Dorfkirche Belsdorf gehört zur Kirchengemeinde Wefensleben/Belsdorf im Pfarrbereich Hötensleben des Kirchenkreises Egeln der Evangelischen Kirche in Mitteldeutschland.
Nachdem sich im Zuge der Flucht und Vertreibung Deutscher aus Mittel- und Osteuropa nach dem Zweiten Weltkrieg in Belsdorf wieder Katholiken in größerer Zahl niedergelassen hatten, fanden in der evangelischen Kirche auch katholische Gottesdienste statt. Die Katholiken in Belsdorf gehörten zur Pfarrvikarie St. Bernward (Sommerschenburg). 1954 wurde ein Klassenraum im ehemaligen Schulgebäude am Allerweg gepachtet, der zu einer katholischen Kapelle umgestaltet wurde, die das Patrozinium Unsere Liebe Frau von der immerwährenden Hilfe bekam. Am 26. Dezember 1954 fand dort die erste Heilige Messe statt. Nachdem sich im Laufe der Zeit in der DDR die Zahl der Katholiken wieder verringert hatte, wurde die Kapelle ungefähr in den 1980er Jahren wieder profaniert. Das Gebäude wird heute als Wohnhaus genutzt. Katholische Einwohner von Belsdorf gehören heute zur Pfarrei St. Marien mit Sitz in Oschersleben (Bode) und der nähergelegenen Herz-Jesu-Kirche im rund fünf Kilometer entfernten Eilsleben.

## Bauwerke und Denkmäler
Südlich von Belsdorf markiert ein Gedenkstein die Lage der Wüstung Allendorf.
Im Ort befindet sich die 1867 erbaute Dorfkirche Belsdorf sowie der auf das 14. Jahrhundert zurückgehende Hof Tangermann.